# Teinostoma
Teinostoma är ett släkte av snäckor. Teinostoma ingår i familjen Vitrinellidae.

## Dottertaxa tillTeinostoma, i alfabetisk ordning[1]
- Teinostoma amplectans
- Teinostoma bibbianum
- Teinostoma biscaynense
- Teinostoma carinicallus
- Teinostoma cercinellum
- Teinostoma clavium
- Teinostoma cocolitoris
- Teinostoma cryptospira
- Teinostoma floridensis
- Teinostoma gallegosi
- Teinostoma goniogyrus
- Teinostoma incertum
- Teinostoma lerema
- Teinostoma lituspalmarum
- Teinostoma megastoma
- Teinostoma megastomum
- Teinostoma minusculum
- Teinostoma nense
- Teinostoma nesaeum
- Teinostoma obtectum
- Teinostoma parvicallum
- Teinostoma pilsbryi
- Teinostoma politum
- Teinostoma reclusum
- Teinostoma salvanium
- Teinostoma sapiella
- Teinostoma sapiellum
- Teinostoma semistriatum
- Teinostoma solida
- Teinostoma supravallatum
- Teinostoma tectum